# Caudron C.25
Dimensions
Le Caudron C.25 était un gros avion de ligne trimoteur biplan, conçu et construit en France peu après la fin de la Première Guerre mondiale. Sa cabine fermée pouvait accueillir jusqu'à dix-huit passagers.

## Histoire
À fin de la Première Guerre mondiale nombre de bombardiers étaient convertis en avions de passagers. Les frères René et Gaston Caudronsuivent le même chemin et dérivent du bombardier lourd C.23 un gros avion de transport, le C.25.
Le seul avion construit a été exposé au Salon de l’aéronautique de Paris en 1919 avec un autre avion C.33. Pour des raisons inconnues, C.25 n’a jamais volé.

## Conception
L'habitacle était équipé de chaises en osier, d'un éclairage électrique et d'un cabinet de toilette,.